# 南台中華吸鰍
南台中华吸鳅又名南臺中華爬岩鰍，俗名石貼仔、畚箕魚，为輻鰭魚綱鯉形目爬鳅科的其中一種，是台灣的特有物种。

## 分布
本魚僅分布于台湾曾文溪至高屏溪等河川中、上游。

## 特徵
本魚體縱扁延長呈圓筒狀，腹部扁平。眼小，口下位，具4對鬚。魚體為淺黃，背側具有黑褐色圓斑，以尾部較為明顯，鱗片細小。胸鰭極寬大平展，腹鰭後緣癒合呈吸盤。胸鰭及腹鰭淡褐色，無明顯斑塊，尾鰭凹形，體長可達4.5公分。

## 生態
本魚為初級淡水魚，棲息於溪流中、上游水流湍急之高溶氧區域。為底棲性魚類，平時平貼於石頭上，屬雜食性，以岩石附生藻類和水生昆蟲為食。

## 經濟利用
非食用魚，但因花紋及生態特殊，可做為觀賞魚。